# Peter Petersen (billedhugger)
 Der er flere personer med dette navn, se Peter Petersen.
Peter Petersen (født 23. marts 1810 i Ribe, død 5. januar 1892 på Frederiksberg) var en dansk billedhugger, kameist og medaljør.

## Karriere
Han var søn af rebslager Hans Hendrik Petersen og Carolina Christina født Schwartz. Efter at have været i kunstdrejerlære i Haderslev kom han til København, hvor han arbejdede hos kunstdrejer Johan Georg Schwartz (sin moders fætter) et års tid, for det meste sysselsat med udskæring i elfenben og perlemor. Derefter fik han adgang til H.W. Bissens værksteder og til Kunstakademiets modelerskole, blev i marts 1840 elev af modelskolen og vandt den 22. marts 1841 den lille sølvmedalje for modelering. Imidlertid havde han efter Bissens og Christen Christensens anvisning lagt sig efter at skære kaméer i konkylier, og nogle efter Thorvaldsens relieffer udførte konkylie-kaméer vandt dennes bifald, så at han varmt understøttede Petersens af Bissen anbefalede ansøgning om rejseunderstøttelse. Akademiet forbigik ham dog i 1841, men da han snart efter fik en rejseunderstøttelse af Den Reiersenske Fond for to år, afrejste han september samme år til Rom. Her uddannede han sig under duelige italienske kaméskæreres vejledning, medens Thorvaldsen og Bissen, som netop samtidig var i Rom, støttede ham med råd og dåd. I 1843 fik han, efter en ny af Thorvaldsen anbefalet ansøgning, Akademiets rejseunderstøttelse, der fornyedes for det følgende år. I 1846 vendte han tilbage til, København, men rejste dog i januar til juli 1847 atter til Rom for at afslutte sit ophold i udlandet.
Efter hjemkomsten vandt han i 1848 den Neuhausenske Præmie for udskårne konkylier efter Thorvaldsens relieffer, men for øvrigt lagde han sig nu, ifølge Thorvaldsens og Bissens indtrængende råd, efter medaljørkunsten, og skar i de første år efter den slesvigske krig, foruden et par segl, medaljen for de norske og svenske frivillige, grundlovsmedaljen, begge medaljerne til brødrene Ørsted og flere. I 1852 blev han medalje- og Møntgravør ved Mønten i Altona, hvor han også arbejdede for Hamborg, og i denne stilling forblev han indtil december 1863, da krigen oprandt. Samme år vandt han igen den Neuhausenske Præmie. Siden den tid levede han i København og skar flere medaljer, aversen til Medaljen for Kunst og Videnskab og til Fortjenstmedaljen og andre. Ridder af Dannebrog blev han 1869. Han udstillede fra 1836 til sin død den 5. januar 1892 dels kaméer og medaljer, dels, i de senere år, nogle billedhuggerarbejder.
Af danske mønter har Peter Petersen kun signeret en prøve til en specie ved en konkurrence 1857, og efter sin afgang 1864 kom Petersen til at stå i skyggen af Harald Conradsen, dels af personlige grunde, dels af politiske omstændigheder, som han ikke kunne ændre på. 

## Ægteskaber
Petersen blev gift 1. gang 11. november 1848 i København med Carolina Maria Rasmine Hansen (14. november 1821 i Haderslev - 3. juni 1850 i København), datter af tobaksfabrikant Matthias Hansen og Johanne Marie Hansen. 2. gang ægtede han 5. juni 1853 i Haderslev Karen Mathilde Elisabeth Hansen (26. juni 1825 sammesteds - 7. juli 1905 på Frederiksberg), der var søster til hans 1. hustru.
Han er begravet på Garnisons Kirkegård.

## Værker

### Skulpturer
- Kristus i Emmaus (basrelief, udstillet 1837, præmieret)
- En sfinx (udstillet 1837, præmieret)
- To amoriner slås om palmegren (medaljon, gips, 1871, Ny Carlsberg Glyptotek)
- H.C. Andersen (statuette, udstillet 1876)
- Statuetter i brændt ler, alle Ny Carlsberg Glyptotek: Draperet kvinde (Rom 1842); To søskende (1854); Penelope (1856); Danserinde (1881); Pige ved badet (1885); Undervisning på fløjte (1886); Hyrdinde (1888); Fiskerpige (1888)
- Desuden portrætbuster og -medaljoner

### Kameer
- De tre årstider, dansende kvinder, efter H.W. Bissen (elfenben, 1840, Jægerspris Slot)
- Jesus og Johannes (1842, Jægerspris Slot)
- Halssmykke, i midten Amor og Hymen spinder livets tråd (Rom 1844, Designmuseum Danmark)
- Kunstnerens hustru (1846)
- Tre basrelieffer, efter Bertel Thorvaldsen (Neuhausens Præmie 1848, udstillet 1849)

### Segl
- For Finansministeriet (sammen med Constantin Hansen)
- For Kultusministeriet (sammen med samme, udstillet 1851)

Medaljer (alle i Den Kongelige Mønt- og Medaillesamling, Nationalmuseet):
- De frivillige fra broderrigerne, udkast af Constantin Hansen (1850, modellerne i Den Hirschsprungske Samling)
- A.S. Ørsteds 50 års embedsjubilæum (1851)
- Mindemedalje for H.C. Ørsted, forsiden (1851)
- Den fri forfatning 5. juni 1849 (1855)
- Guldbryllupsmedalje for Lorenz og Cornelia de Camp, Altona (1855)
- Eduard Heinichen, præsident for Handelsretten i Hamborg (1856)
- Præmiemedalje for søndagsskole i Altona, forsiden (1859)
- Landboidræt (1864)
- Selskabet til havedyrkningens fremme, forsiden (1864)
- Christian IX's Belønningsmedalje (1865)
- Kunstakademiets mindemedalje for H.W. Bissen (1868)
- Industri- og landøkonomisk udstilling i Nakskov, forsiden (1868, gentaget 1883)
- Præmiemedalje for Den nordiske Industri- og Konstudstilling i Kjøbenhavn 1872 (1872)

### Mønter
- Stemplerne til Hamborgs dukater, schillinge, sechslinge og dreilinge (efter 1852)
- Dansk prøvemønt (1857)